# Trophocyte
Un trophocyte est une cellule spécialisée en cellule nourricière : elle alimente une ou plusieurs autres cellules,. On en retrouve notamment dans les ovarioles des insectes méroïstiques et dans les testicules de différents animaux. Par exemple, les cellules de Sertoli dans les tubes séminifères sont des trophocytes.